# 徐統
徐 統（じょ とう、? - 349年）は、五胡十六国時代後趙の人物。高平郡の出身。

## 生涯
後趙に仕え、右光禄大夫・司隷校尉・侍中を歴任したが、具体的な事績は伝わっていない。
徐統は人の才能や品行を見抜く眼を持っていたという。
後に前秦の丞相となる王猛は若い頃に鄴へ遊学したが、当時の人は誰も彼の才能を評価しなかった。ただ徐統だけは王猛を見るやただ者ではないと考え、功曹として取り立てようとした。だが、王猛はこれに応じずに華陰山へと隠者した。
またある時、後に前秦の皇帝となる苻堅と道端で出会うと、一目で彼をただ者ではないと思い、その手を執ると「苻郎（郎とは若い男のこと）よ、我はこの街を御する官（司隷校尉）にあるが、小児がここで戯れていて司隷（である私）に縛られるのが怖くないのかね」と問うた。すると苻堅は「司隷とは罪人を縛るものであり、小児の戲れを取り締まるものではないのではないですか」と答えた。これに徐統は左右の側近へ「この子は霸王の相を有している」と述べたが、側近はこれを訝しんで「この子の容貌は甚だ醜いというのに、君はどうして貴相といわれるのですか」と問うた。これに徐統は「汝らが及ぶ所ではないであろうな」と答えるのみであった。 
後日、またも苻堅と道端で出会うと、徐統は車を降りて人払いをしてから、密かに「苻郎の骨相は常人のものではなく、やがて大貴な身分に至るであろう。しかし、この僕（我）がそれを見ることはできぬであろうな。何ということか！」と述べた。これに苻堅は「真に公（あなた）の言うとおりとなりましたら、その徳を忘れることはありません」と答えた。
349年4月、後趙皇帝石虎の病が篤くなると、劉皇后と鎮衛大将軍張豺は朝政を専断するようになり、詔を矯めて朝廷の有力者である燕王石斌を処刑し、さらに彭城王石遵を地方へ遠ざけた。また、劉皇后は詔を矯めて張豺を太保・都督中外諸軍事・録尚書事に任じ、霍光の故事に倣うようにした。これを知った徐統は「将にこれより乱が始まるであろう。我はこれには預からぬ」と嘆き、毒薬を飲んで自殺したという。
371年7月、洛陽にいた苻堅は下書して「士とは自らの命を惜しまず知己の為に尽くすものであり、これは模範とすべきである。故に喬公（橋玄）の一言に魏祖（曹操）は追慟したのである。趙の司隸で高平人の徐統は、かつて鄴都においてまだ童稚に過ぎなかった朕を見抜いた。いつもその殷勤なる言を思い、忘れることは無かった。その子孫を召し出し、行在所に詣でさせよ」と命じた。
372年5月、徐統の末子である徐攀は琅邪郡太守に任じられ、苻堅はその旧恩に報いたという。